# Дотан (Алабама)
Дотан (енгл. Dothan) град је у америчкој савезној држави Алабама. По попису становништва из 2010. у њему је живело 65.496 становника.

## Демографија
Према попису становништва из 2010. у граду је живело 65.496 становника, што је 7.759 (13,4%) становника више него 2000. године.
|                   | 2010.           | 2000.           |
| Укупно            | 65 496 (100,0%) | 57 737 (100,0%) |
| Белци             | 40 412 (61,70%) | 38 508 (66,70%) |
| Афроамериканци    | 21 312 (32,54%) | 17 385 (30,11%) |
| Хиспаноамериканци | 1 889 (2,884%)  | 764 (1,323%)    |
| Остали            | 1 159 (1,770%)  | 589 (1,020%)    |
| Азијати           | 724 (1,105%)    | 491 (0,850%)    |